# バニラミルク
バニラミルク（英語: vanilla milk）または、バニラ牛乳は、ミルクにバニラの風味をつけた乳飲料である。
商業的に生産されるバニラミルクは牛乳、アーモンドミルク、豆乳など様々な主成分を用いて作られる。